# Val-Revermont
Val-Revermont – gmina we Francji, w regionie Owernia-Rodan-Alpy, w departamencie Ain. Została utworzona 1 stycznia 2016 roku z połączenia dwóch wcześniejszych gmin: Pressiat oraz Treffort-Cuisiat. Siedzibą gminy została miejscowość Treffort-Cuisiat. W 2013 roku populacja wyżej wymienionych gmin wynosiła 2524 mieszkańców.

## Populacja

Populacja Pressiat w latach 1962–2008

Populacja Treffort-Cuisiat w latach 1962–2008